# همسایه (فیلم ۲۰۰۵)
همسایه (نروژی: Naboer) یک فیلم دلهره‌آور روان‌شناختی نروژی است که در سال ۲۰۰۵ منتشر شد. از بازیگران فیلم می‌توان به کریستوفر یونر، سسیلی موسلی، آنا باچه ویگ و مایکل نیکویست اشاره کرد.
این فیلم در جشنواره بین‌المللی فیلم نروژ برندهٔ جایزه آماندای بهترین بازیگر مرد شد.